# T18 (metrolijn)
De T18 is een van de lijnen van de groene route van de Stockholmse metro. De lijn is 18,4 km lang, telt 23 stations en het duurt 37 minuten om van het beginpunt naar het eindpunt te reizen. De lijn wordt geëxploiteerd door Storstockholms Lokaltrafik.
Lijn T18 was de eerste volwaardige metrolijn van Stockholm. Op 1 oktober 1950 werd de lijn geopend tussen Slussen en Hökarängen als vervanger van de Enskedebanan, een sneltram die al in 1909 was aangelegd als verbinding naar de zuidelijke voorsteden. De lijn bestond in 1950 uit de premetrotrajecten Södertunneln uit 1933 en  Skanstullbrug uit 1946, en een nieuw gebouwd traject iets ten oosten van de Enskedebanan. De Enskedebanan lag op de plaats van de huidige autoweg naar Nynäshamn en eindigde iets ten oosten van Skogskyrkogården. De metro loopt vanaf Skogskyrkogården niet naar het oosten maar verder naar het zuidwesten langs nieuwbouwwijken met voldoende inwoners om een metro te rechtvaardigen. In 1957 kwam de verbinding onder de binnenstad gereed en in 1958 werd een provisorium bij de satellietstad Farsta geopend, hier is ook de benaming Farstagren (Zweeds voor Farstatak) aan te danken. In 1960 volgde het permanente station in Farsta en elf jaar later werd de lijn nog met een station aan de zuidkant verlengd tot Farsta strand.  
De lijn bestaat uit de volgende metrostations:
| naam                       | opening          | bouwdeel         | metro sinds      | gemeente  | stadsdeel            |
| -------------------------- | ---------------- | ---------------- | ---------------- | --------- | -------------------- |
| Alvik                      | 31 augustus 1934 | Tranebergsbrug   | 26 oktober 1952  | Stockholm | Bromma               |
| Kristineberg               | 31 augustus 1934 | Tranebergsbrug   | 26 oktober 1952  | Stockholm | Kungsholmen          |
| Thorildsplan               | 26 oktober 1952  | Binnenstad noord | 26 oktober 1952  | Stockholm | Kungsholmen          |
| Fridhemsplan               | 26 oktober 1952  | Binnenstad noord | 26 oktober 1952  | Stockholm | Kungsholmen          |
| S:t Eriksplan              | 26 oktober 1952  | Binnenstad noord | 26 oktober 1952  | Stockholm | Norrmalm             |
| Odenplan                   | 26 oktober 1952  | Binnenstad noord | 26 oktober 1952  | Stockholm | Norrmalm             |
| Rådmansgatan               | 26 oktober 1952  | Binnenstad noord | 26 oktober 1952  | Stockholm | Norrmalm             |
| Hötorget                   | 26 oktober 1952  | Binnenstad noord | 26 oktober 1952  | Stockholm | Östermalm            |
| T-Centralen (hoofdstation) | 24 november 1957 | Binnenstad zuid  | 24 november 1957 | Stockholm | Norrmalm             |
| Gamla stan                 | 24 november 1957 | Binnenstad zuid  | 24 november 1957 | Stockholm | Södermalm            |
| Slussen                    | 1 oktober 1933   | Södertunneln     | 1 oktober 1950   | Stockholm | Södermalm            |
| Medborgarplatsen           | 1 oktober 1933   | Södertunneln     | 1 oktober 1950   | Stockholm | Södermalm            |
| Skanstull                  | 1 oktober 1933   | Södertunneln     | 1 oktober 1950   | Stockholm | Södermalm            |
| Gullmarsplan               | 3 september 1946 | Skanstullbrug    | 1 oktober 1950   | Stockholm | Södermalm            |
| Skärmarbrink               | 1 oktober 1950   | Skanstullbrug    | 1 oktober 1950   | Stockholm | Enskede-Årsta-Vantör |
| Blåsut                     | 1 oktober 1950   | Farstagren       | 1 oktober 1950   | Stockholm | Enskede-Årsta-Vantör |
| Sandsborg                  | 1 oktober 1950   | Farstagren       | 1 oktober 1950   | Stockholm | Enskede-Årsta-Vantör |
| Skogskyrkogården           | 1 oktober 1950   | Farstagren       | 1 oktober 1950   | Stockholm | Enskede-Årsta-Vantör |
| Tallkrogen                 | 1 oktober 1950   | Farstagren       | 1 oktober 1950   | Stockholm | Farsta               |
| Gubbängen                  | 1 oktober 1950   | Farstagren       | 1 oktober 1950   | Stockholm | Farsta               |
| Hökarängen                 | 1 oktober 1950   | Farstagren       | 1 oktober 1950   | Stockholm | Farsta               |
| Farsta                     | 19 november 1958 | Farstagren       | 19 november 1958 | Stockholm | Farsta               |
| Farsta strand              | 29 augustus 1971 | Farstagren       | 29 augustus 1971 | Stockholm | Farsta               |

T10 · 
T11 · 
T13 · 
T14 ·
T15 · 
T17 · 
T18 · 
T19